# Milo Hrnić
Milo Hrnić (Ragusa, 3 febbraio 1946 – Ragusa, 16 settembre 2023) è stato un cantante e politico croato.

## Biografia
Nel corso della sua carriera Milo Hrnić vendette più di un milione di dischi, pubblicando 20 album e oltre 200 canzoni. In tre occasioni vinse il Festival di musica leggera di Spalato: nel 1982 con la canzone Vrati se, nel 1983 con la canzone Dalmacijo, ljubav si vječna e nel 1987 con la canzone Dobra večer prijatelji. Nel 2004 fu nominato "cantante del secolo" dalla città di Ragusa, insieme a Tereza Kesovija.
Nel 2009, Milo Hrnić fu eletto nel consiglio comunale di Ragusa per il Partito Popolare Croato, che lasciò nel 2011 per chiudere il mandato da "indipendente".

## Discografia
- 1980 – Milo
- 1981 – Samo ti
- 1982 – Lutaj pjesmo moja
- 1983 – Potraži me
- 1984 – Zagrli me jače
- 1985 – S tobom sam jači
- 1987 – Pozovi me
- 1988 – Ja neću takav život
- 1989 – Tvoja mati je legla da spava
- 1990 – Sad sam opet svoj na svome
- 1992 – Biser Hrvatski
- 1993 – 20 mojih uspjeha
- 1994 – Na kominu moga ćaće
- 1997 – Sve me tebi zove
- 1999 – Vrijeme ljubavi
- 2007 – Zlatna kolekcija
- 2008 – Za sva vremena